# Uay
Uay (también se escribe Huay) (del maya: brujo, hechicero, nigromante, encantador, mago, nagual.) es un vocablo en idioma maya usado en el sureste de México para denominar fenómenos de encantamiento. Aunque también son conocidos con otros nombres, como nahual en el resto de México y en Guatemala. 
Se aplica como prefijo a diversos entes fantasmagóricos que forman parte de las leyendas de la región.

## El Uay en la antigüedad clásica Maya
Para los mayas antiguos, la palabra maya «uay» se usaba para referirse a un animal - real o quimérico - que compartía su esencia con cada persona; una especie de "espíritu acompañante". En su acepción original, el uay podía también ser un objeto o fenómeno (estrella, fuego, cometa, arco iris) o una combinación de todos los elementos anteriores. Por ejemplo, un Ajaw de Ceibal tenía por way a un "Jaguar Acuático". Lingüísticamente, la partícula "uay" parece tener una raíz relacionada con el sueño o la transfiguración mística, ya que su significado persiste entre las diversas lenguas mayas. Después de la conquista, la demonización de las antiguas creencias mayas dio como resultado que el uay pasara a ser visto como algo relacionado con la brujería y la magia negra.[cita requerida] En México y Guatemala, se le da el nombre de nahuales a estos seres.

## Diversos tipos deUayque se nombran
- Ah uay xibalbá: hombre que tiene la forma de demonio o habla con el demonio.
- Ah uay chaac: nigromante que hacía llover.
- Uay chivo: ente humano con cabeza de chivo que embiste por las noches a sus víctimas.
- Uay balam: brujo que tiene la forma de un jaguar.
- Uay pek o Uay peek: hechicero que adopta la forma de un perro.
- Uay mistún, también Uay cen: brujo con forma de gato.
- Uay tamán: fantasma en forma de carnero.
- Uay cax: gallina fantasma que aparece acompañada de 100 polluelos que aturden con su piar.
- Uay chup: duende lúbrico o lujurioso que se mete en las casas para tener relaciones sexuales con muchachas y muchachos.
- Uay cot: águila fantasmagórica o ave monstruosa, engendro con forma de gavilán, "más veloz que el viento".
- Uay poop: pájaro negro carnicero en cuyo cuerpo está el espíritu de Kakasbal. Cae sobre sus víctimas y se las lleva para siempre.

El vocablo Uay también es usado en Yucatán, México, para expresar sorpresa, miedo: ¡Uay, me asustaste!

## Kakasbal
El Kakasbal mencionado no era un Uay, toda vez que no era producto de una transmutación de algún brujo, pero la gente los asimilaba. El término maya, que literalmente quiere decir "cosa mala", se aplica a un ente maligno, muy alto, con varios brazos y piernas, peludo, que de noche vagaba por el campo destrozando plantas y animales, matando hombres y bebiendo la sangre de los niños. Este ser fantasmal y malvado vino a ser sustituido por el "coco" de los españoles, con que hasta la fecha se asusta a los niños.

## Leyenda
Son diversas las formas en que el Uay (el brujo) se transmuta o las formas de animal que adopta para lograr sus cometidos generalmente malévolos. Abundan los relatos sobre el Uay en los pueblos mayas de la península yucateca. No ha dejado de haber históricamente, casos en que alguien decide aparentar una figura fantasmal de este tipo para amedrentar o violentar a la comunidad. Se cuenta, por ejemplo, el caso acontecido en Yaxcabá, municipio en el sur de Yucatán, en donde un astuto comerciante disfrazado con un petate, aparentando ser el Uay Poop, lograba que los ingenuos habitantes se refugiaran en sus casas, mientras él procedía a transitar por el pueblo con sus mercancías de contrabando y producto de hurtos, para llevarlas, sin ser visto, a sus bodegas en medio de la noche.